# Marks och Kinds kontrakt
Marks och Kinds kontrakt är från 2018 ett kontrakt i Göteborgs stift inom Svenska kyrkan. 
Kontraktskoden är 0812. Kontraktsprost år 2024 är Madeleine Forsberg.

## Administrativ historik
Kontraktet bildades den 1 januari 2018 av
Kinds kontrakt med
- Dalstorps församling
- Kindaholms församling
- Länghems församling
- Mjöbäck-Holsljunga församling
- Sexdrega församling
- Svenljungabygdens församling
- Tranemo församling

Marks och Bollebygds kontrakt med
- Björketorps församling
- Bollebygds församling
- Fritsla-Skephults församling uppgick 2024 i Kinna-Fritsla församling
- Horreds församling
- Hyssna församling
- Istorps församling
- Kinna församling namnändrades 2024 till Kinna-Fritsla församling
- Sätila församling
- Torestorps församling
- Töllsjö församling
- Västra Marks församling
- Älekulla församling
- Örby-Skene församling
- Öxabäcks församling
- Öxnevalla församling